# Josef Schwarz (Leichtathlet)
Josef Schwarz (* 20. Mai 1941 in Strabowitz, Sudetenland, heute Tschechische Republik) ist ein ehemaliger deutscher Leichtathlet (Weitsprung und Sprint).
Er startete für Post SV München und TSV 1860 München. 1965 wurde er Deutscher Meister über 200 Meter. Seine Bestzeit über 200 Meter betrug 20,9 Sekunden. 1966 wurde er Zweiter bei den Deutschen Meisterschaften über 100 Meter. Seine Bestzeit über 100 Meter betrug 10,2 Sekunden.
Am 15. Juli 1970 stellte er als Weitspringer bei dem Leichtathletik-Länderkampf BRD-USA im Stuttgarter Neckarstadion mit 8,35 m gleichzeitig die Weltjahresbestleistung und einen neuen Europarekord auf. Dieses war die bis dahin größte Weite, die nicht durch Höhenbedingungen (wie in Mexiko-Stadt) begünstigt wurde. Im selben Jahr gewann Schwarz bei den Deutschen Meisterschaften im Weitsprung. 1967, 1971 und 1972 erreichte er jeweils den zweiten Platz. Bei den Olympischen Spielen 1972 in München trat er gemeinsam mit Hans Baumgartner für den DLV im Weitsprung an, scheiterte aber bereits in der Qualifikation. Ein Jahr zuvor hatte „Sepp“ Schwarz bei den Leichtathletik-Europameisterschaften in Helsinki den zwölften Platz belegt.
Er hatte bei einer Größe von 1,81 m ein Wettkampfgewicht von 72 kg.